# Suhonosivka, Ciornuhî
Suhonosivka (în ucraineană Сухоносівка) este un sat în comuna Postav-Muka din raionul Ciornuhî, regiunea Poltava, Ucraina.

## Demografie
Componența lingvistică a localității Suhonosivka
     Ucraineană (98,15%)
     Rusă (1,59%)
     Alte limbi (0,26%)
Conform recensământului din 2001, majoritatea populației localității Suhonosivka era vorbitoare de ucraineană (98,15%), existând în minoritate și vorbitori de rusă (1,59%).